# Amants et Fils
Pour les articles homonymes, voir Amants et Fils (homonymie).
Amants et Fils (Sons and Lovers) est un roman de l'écrivain britannique David Herbert Lawrence publié en 1913. C'est le troisième roman publié par l'auteur. 
Il figure à la 9e place dans la liste des cent meilleurs romans de langue anglaise du XXe siècle établie par la Modern Library en 1998.

## Résumé
Gertrude Morel a épousé, dans une mésalliance, un mineur avec lequel elle a d'abord eu une passion. Alors que leur relation se dégrade continuellement, elle place beaucoup d'espoir dans leur fils aîné William qui rencontre l'amour et la réussite. Celui-ci n'est pas si heureux que croit sa mère : il en vient à haïr sa fiancée pour sa superficialité. Il meurt d'une pneumonie quand Paul, son frère, a quinze ans. Sa mère se tourne alors vers ce fils.
Paul entretient avec sa mère une relation exclusive et rien ne semble pouvoir les éloigner l'un de l'autre. Ainsi lorsque débute sa relation avec Miriam, une jeune fille de son âge, sa mère ne peut supporter d'être mise au ban. Paul comprend rapidement la souffrance profonde que cause cette relation et décide de se séparer de Miriam, lui reprochant de vouloir « l'absorber » sans pour autant être encline à l'épouser.
Paul tombe alors amoureux d'une amie de Miriam, Clara, séparée de son époux Baxter Dawes. Bien que la mère de Paul l'apprécie bien plus, Clara en vient à s'ennuyer au point de revenir vers son époux, avec qui Paul entretient une relation de haine mêlée d'amitié. La santé de Gertrude se dégrade fortement, mais elle résiste à la mort à tel point que Paul et sa sœur Annie, qui aiment pourtant leur mère tendrement, décident de mettre fin à sa douleur en lui administrant une forte dose de morphine.
Sans sa mère, Paul perd peu à peu la notion de la réalité. Il revoit Miriam, mais ne peut se résoudre à l'aimer à nouveau. Hanté par l'idée de suicide, il finit par se ressaisir : il admet la mort de sa mère et, bien que très esseulé, se résout à ne pas la suivre « dans les ténèbres ».

## Adaptation cinématographique
- 1960 : Amants et Fils (Sons and Lovers), film britannique réalisé par Jack Cardiff, d'après le roman éponyme de D. H. Lawrence, avec Trevor Howard, Dean Stockwell, Wendy Hiller and Mary Ure.